# Archiopactwo Cystersów w Jędrzejowie
Archiopactwo Cystersów – ufundowany w 1140 roku klasztor cystersów w Jędrzejowie. 
Na początku XII w. w pobliżu źródeł Białej Nidy, nad Brzeźnicą (dziś tereny Jędrzejowa) został wzniesiony przez Jaksów-Gryfitów rodowy kościół św. Wojciecha wraz z rezydencją. Kościół ten konsekrował biskup krakowski Maurus, a uposażył jego następca Radost Gaudensjusz herbu Poraj. Przypuszczalnie rezydencja i kościół mogły być siedzibą kanonika krakowskiego Janika Jaksy-Gryfity, który, wraz ze swym bratem Klemensem z Klimontowa, palatynem krakowskim, ufundował pierwszy klasztor cystersów na ziemiach polskich. Miejsce to określane było w dokumencie fundacyjnym cystersów jako Brynsich, Bryszyn, Brzeźnica.
W 1114 r. przybył tu z opactwa Morimond w Szampanii konwent cystersów pod przewodnictwem o. Mikołaja, sprowadzony przez późniejszego arcybiskupa gnieźnieńskiego Janika.
Klasztor w Brzeźnicy założono w 1140 r. jako 21 filię Morimondu. Otrzymał on nazwę Morimondus Minor (Morimond Mniejszy). Cystersi zorganizowali osadę dla ludności, którą później nazwano Jędrzejowem (Andreovia). Nazwa prawdopodobnie pochodzi od imienia patrona wschodu św. Andrzeja Apostoła, gdzie cystersi prowadzili misję, stąd Andreovia, czyli Droga św. Andrzeja. Fundator, Jan Gryfita, uposażył klasztor częścią swego majątku rodowego. Klasztor jędrzejowski w roku 1149 otrzymał akt erekcji do rangi opactwa. Bolesław Kędzierzawy nadał wówczas przywilej fundacyjny, zwalniając od danin i ciężarów książęcych.
Uroczystej konsekracji nowego kościoła, poświęconego Wniebowziętej Najświętszej Maryi Pannie, patronce zakonu cysterskiego, dokonał w 1210 roku biskup krakowski Wincenty Kadłubek. Opatowi Janowi II Jędrzejów zawdzięcza, że z klasztornej osady stał się miastem. Przywilej lokacyjny na prawie średzkim otrzymał w 1271 roku od księcia Bolesława Wstydliwego.

Klasztor zachował obowiązek udzielania stacji. Pod koniec średniowiecza, w roku 1447, opatem został Mikołaj Odrowąż z Rembieszyc. Wytyczył on plan gruntownej przebudowy klasztoru oraz modernizacji kościoła klasztornego. W 1475 r. przebudował klasztor z krużgankami, wprowadził gotyk do romańskiego kościoła, zbudował odrębny budynek opatówki z hospicjum. Do prac artystycznych w opactwie zapraszał mistrzów. Pracowali tu Wit Stwosz i krakowscy złotnicy: Mikołaj Kregler i Mikołaj Breimer. W miejsce zniszczonego XII-wiecznego kościółka parafialnego zbudował w 1479 nowy, gotycki kościół (dziś św. Trójcy). Centralnymi budowlami powstających opactw były bazylika bezwieżowa na planie krzyża łacińskiego i klasztor skupiony wokół wirydarza. Pozostałe budynki spełniały rolę pomocniczą, głównie gospodarczą.
Mocą zawartego ze Stolicą Apostolską konkordatu wschowskiego w 1737 roku, królowie Polski mieli prawo mianować tutaj opatów komendatoryjnych. 
W 1800 klasztor spłonął, w wyniku pożaru zniszczeniu uległa biblioteka klasztorna. Zakon cysterski skasował car Aleksander I w 1819. W 1831 w budynkach poklasztornych powstał szpital wojenny, a ostatni cysters Wilhelm Ulawski zmarł w roku 1855. Obowiązki duszpasterskie przejęli oo. reformaci. Gdy w 1870 r. Jędrzejów utracił prawa miejskie reformatów usunięto z klasztoru za poparcie powstania styczniowego. W 1872 r. władze rosyjskie umieściły w gmachu poklasztornym seminarium nauczycielskie. Cystersi wrócili do Jędrzejowa dopiero w 1945 roku. W 1953 klasztor jędrzejowski został podniesiony do rangi przeoratu, a w 1989 nadano mu ponownie rangę opactwa.
W roku 1934 w parafii bł. Wincentego Kadłubka odbył się pierwszy diecezjalny Kongres Eucharystyczny.

Archiopactwo Cystersów w Jędrzejowie
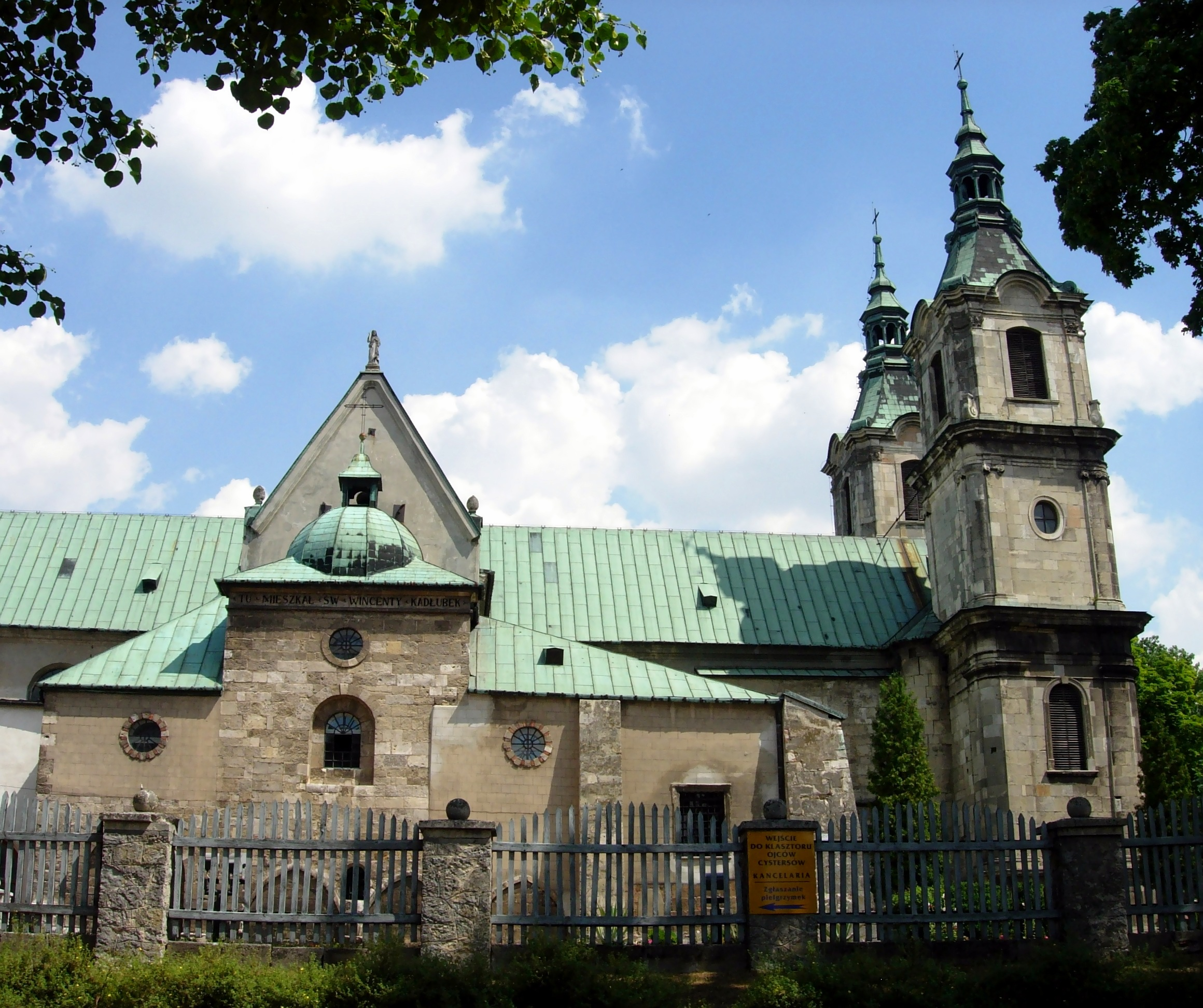
Klasztor widziany z boku
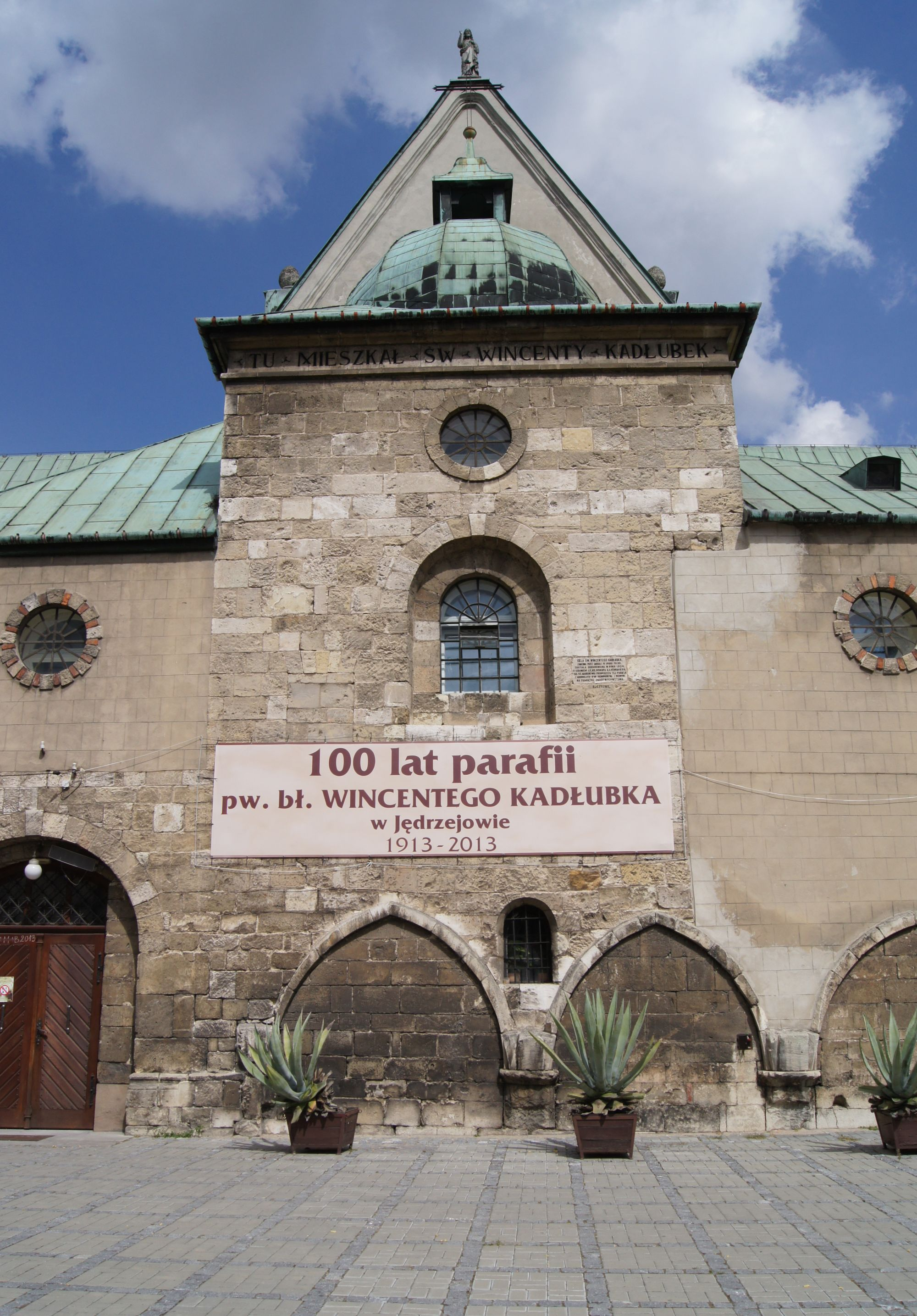
Cela bł. Wincentego Kadłubka
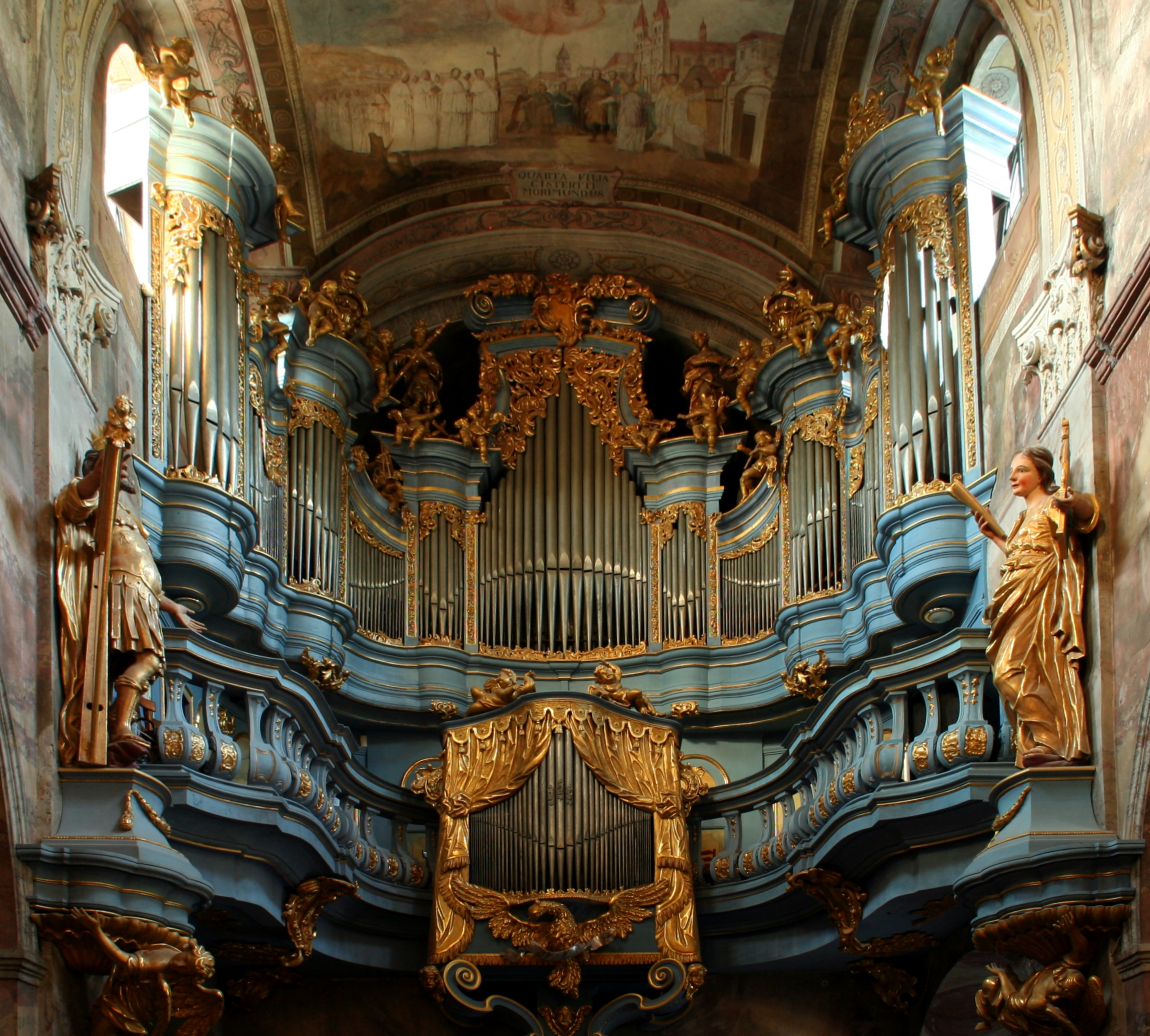
Organy barokowe w kościele przyklasztornym
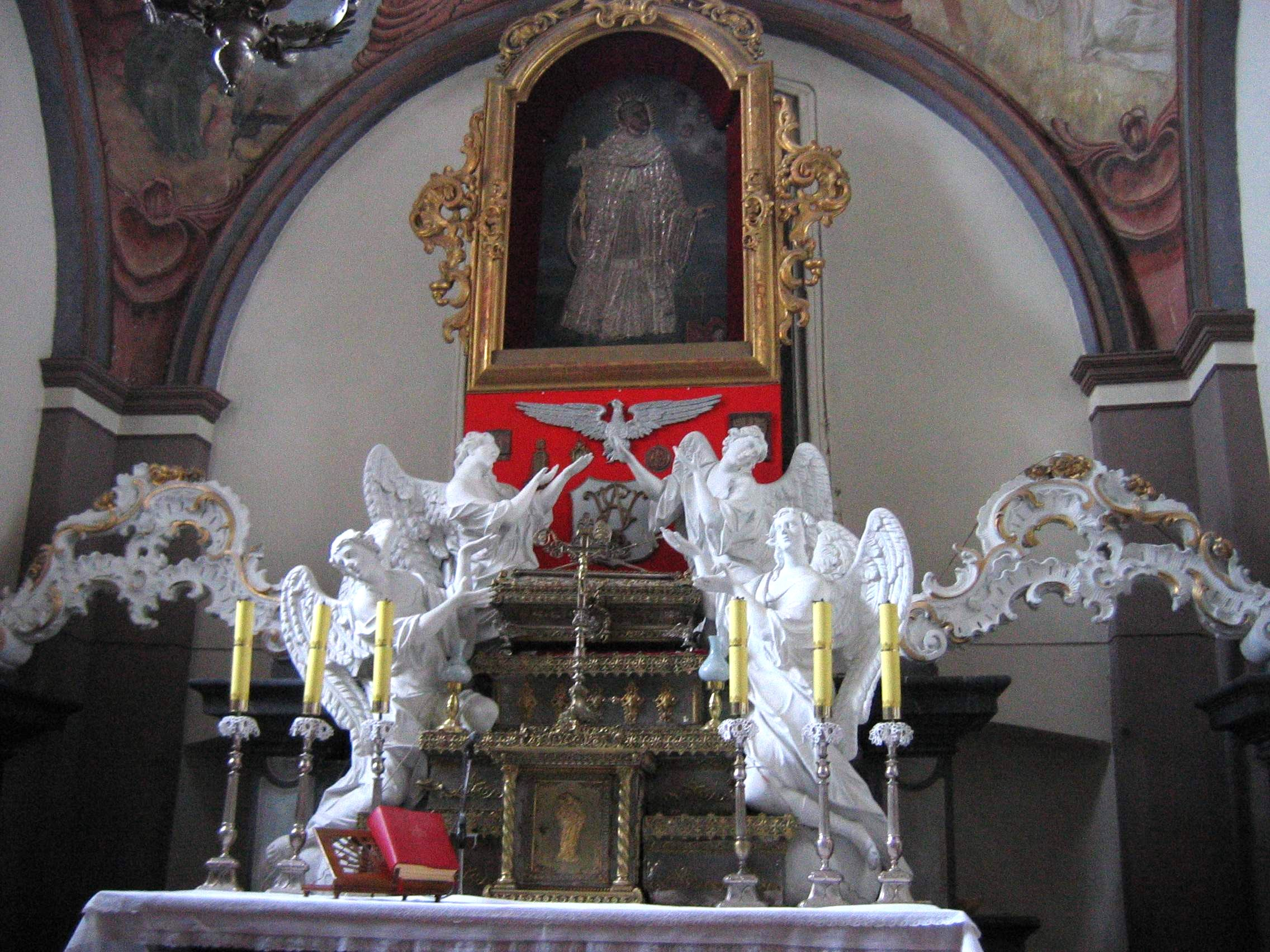
Relikwiarz błogosławionego Wincentego Kadłubka